# Jonathan Walters
Jonathan Ronald "Jon" Walters (nascut el 20 de setembre de 1983) és un futbolista professional irlandès que juga com a davanter amb el Stoke City de la Premier League i la selecció irlandesa.